# Thingy
Thingy is een Amerikaanse indierockband, opgericht na de ontbinding van Heavy Vegetable in 1995, door de Heavy Vegetable-veteranen Rob Crow en Eléa Tenuta.

## Bezetting
Huidige bezetting
- Rob Crow
- Elea Tenuta
- Brent Asbury
- Kenseth Thibideau

Voormalige leden
- Mario Rubalcaba
- Jason Soares

## Geschiedenis
Crow, Tenuta en bassist Jason Soares brachten in 1996 de ep Staring Contest uit met zeven nummers, op het oude Heavy Vegetable-label Headhunter/Cargo. Ze werden vergezeld door drummer Mario Rubalcaba in 1997, met wie ze het album Songs About Angels, Evil and Running Around on Fire uitbrachten. Dezelfde bezetting bracht To the Innocent uit in 2000, maar Rubalcaba en Soares verlieten het kwartet en werden respectievelijk vervangen door Brent Asbury en Kenseth Thibideau. In 2018 bracht Rob Crow het nieuwe Thingy-album Morbid Curiosity uit, als onderdeel van zijn artist in residence-project met het label Joyful Noise.

## Discografie

### Albums
- 1997: Songs About Angels, Evil, and Running Around on Fire
- 2000: To the Innocent
- 2018: Morbid Curiosity

### Ep's
- 1996: Staring Contest